# 毛壽南
毛壽南（1550年—1594年），字宇徵，號仁山，直隸蘇州府吳江縣人，民籍，明朝政治人物。

## 生平
乙酉順天鄉試六十七名。萬曆十四年，登進士第三甲第一百九十四名。授浙江山陰縣知縣，改南陽府推官。萬曆二十年（1592年），選陝西道監察御史。

## 家族
曾祖父毛友諒；祖父毛源，贈奉政大夫四川按察司僉事；父毛衢，嘉靖癸未進士，歷任四川按察司提學副使。前母顧氏（贈安人）；汝氏（封安人）。兄毛圖南，隆慶戊辰進士；毛見南（生員）、毛國南；弟毛召南。